# Proboloptera
Proboloptera là một chi bướm đêm thuộc họ Geometridae.